# 13312 Orlowitz
13312 Orlowitz è un asteroide della fascia principale. Scoperto nel 1998, presenta un'orbita caratterizzata da un semiasse maggiore pari a 2,5836244 au e da un'eccentricità di 0,0857702, inclinata di 4,70283° rispetto all'eclittica.